# Тулон (округ)
Округ Тулон (фр. Arrondissement de Toulon) — округ у Франції, в департаменті Вар. 2023 року округ об'єднував 32 муніципалітети, населення становило 585 853 особи.
Адміністративний центр (супрефектура) — Тулон.

## Муніципалітети
Список муніципалітетів округу та їхні коди INSEE:
1. Бандоль (83009)
2. Бельжантьє (83017)
3. Борм-ле-Мімоза (83019)
4. Евенос (83053)
5. Єр (83069)
6. Каркеранн (83034)
7. Коллобрієр (83043)
8. Кюерс (83049)
9. Ла-Валетт-дю-Вар (83144)
10. Ла-Гард (83062)
11. Ла-Кадьєр-д'Азюр (83027)
12. Ла-Кро (83047)
13. Ла-Лонд-ле-Мор (83071)
14. Ла-Сейн-сюр-Мер (83126)
15. Ла-Фарлед (83054)
16. Ле-Боссе (83016)
17. Ле-Кастелле (83035)
18. Ле-Лаванду (83070)
19. Ле-Праде (83098)
20. Ле-Ревест-лез-О (83103)
21. Олліуль (83090)
22. П'єррфе-дю-Вар (83091)
23. Рибу (83105)
24. Санарі-сюр-Мер (83123)
25. Сен-Мандріє-сюр-Мер (83153)
26. Сен-Сір-сюр-Мер (83112)
27. Сі-Фур-ле-Плаж (83129)
28. Сінь (83127)
29. Сольє-Віль (83132)
30. Сольє-Пон (83130)
31. Сольє-Тука (83131)
32. Тулон (83137)